# Romano Pontifici Eligendo
Romano Pontifici Eligendo (в превод от латински език: За избирането на римския понтифик) е апостолическа конституция, регулираща избирането на римския папа, обнародвана от папа Павел VI на 1 октомври 1975 г.

## Забрана на гласуването на осемдесетгодишните кардинали
Основната реформа, която се потвърждава с апостолическата конституция, е вече обявеното решение на папа Павел VІ в Ingravescentem Aetatem, да се забрани на кардиналите, които са навършили осемдесет годишна възраст, да участват и гласуват при избирането на папа. Причината за това е, че обикновено конклавите са изключително стресови и напрегнати, а кардиналите са длъжни по време на провеждането им да бъдат затворени в Апостолическия дворец, да живеят във временно приспособени за това стаи, както и да ползват общи тоалетни и да търпят множество други лишения и неудобства, въпреки напредналата си възраст и заболявания. Решението на Павел VI позволява най-възрастните кардинали да се откажат от част от своите задължения. Впоследствие папа Йоан Павел II запазва това правило в своята апостолическа конституция Universi Dominici Gregis (1996).
„Romano Pontifici Eligendo“ предвижда също че максималният брой на кардиналите-избиратели на конклава не трябва да надвишава 120 души. Всички кардинали-избиратели, призовани от декана или от друг кардинал от негово име, за избор на нов папа, са длъжни по силата на святото послушание, да се съобразят с уведомлението за свикване на конклава и да пристигнат възможно най-бързо на мястото за изборите, освен ако не са възпрепятствани от заболяване или друга сериозна пречка, която трябва да бъде призната от Свещената колегия на кардиналите.

## Ограничения при провеждане на конклава
Апостолическата конституция „Romano Pontifici Eligendo“ въвежда много строги правила за провеждане на папските конклави, включително изискването прозорците на Сикстинската капела да се затворят с дъски по време на конклава. Кардиналите полагат и клетва пред кардинал-камерлинга за запазване в тайна на всички, случило се на конклава. Участниците в конклава не могат да изпращат и получават писма или писания от всякакъв вид, включително печатни произведения и периодични издания; както и трябва да избягват всичко, което би могло по някакъв начин пряко или косвено да наруши тайната на конклава, като думи, писания, знаци или нещо друго, под заплаха от отлъчване от църквата.
Много кардинали участвали в двата конклава през 1978 г., се оплакват, че ограниченията са прекомерни, и впоследствие част от тях са отменени от папа Йоан Павел ІІ с Universi Dominici Gregis.

## Изборни правила
С конституцията се въвеждат три избирателни режима, чрез които може да бъде избран нов папа.
1) Първият начин за избиране на папа е чрез т.нар. акламация или вдъхновение, и се случва, когато кардиналните-избиратели, вдъхновени от Светия Дух, свободно и спонтанно, провъзгласяват единодушно и явно Върховен понтифик. Тази форма на избор може да се осъществи само ако е приета единодушно от всеки един от кардиналите-избиратели в конклава, дори и тези, които поради болест са били в стаите си.
2) Вторият начин за избиране е чрез т.нар. консенсус, когато при определени обстоятелства, кардиналите-избиратели възложат на една група от тях да избере римския папа. За тази форма също е необходимо съгласието на всички кардинали, като в този случай те се задължават да признаят за папа този, който е избран от упълномощените представители.
3) Третият и обичаен начин за избиране на римския папа е чрез гласуване, като за избор на нов понтифик е необходимо мнозинство от две трети плюс един от гласовете на кардиналите. Тези постановления потвърждават правилата на апостолическата конституция на папа Пий XII Vacantis Apostolicae Sedis. Избирането чрез гласуване преминава през три етапа. Първият етап включва: подготовка и разпространение на бюлетините; избиране чрез жребии на преброители и рецензенти; Вторият етап включва пускане на бюлетините в избирателната урна и преброяване на гласовете, а третия етап: преброяване на гласовете, контрол, и изгарянето на бюлетините. Изборите се провеждат всеки ден сутрин и следобед, докато не се постигне необходимото мнозинство.
Ако изборът е направен по различен начин от трите предвидени в конституция избирателни режима, или без да са налице условията за всеки от тях, изборите са нищожни.

## Запазване на коронацията
Апостолическата конституция изрично предвижда, че новият понтифик трябва да бъда коронован от старшия кардинал-дякон.
Папа Павел VІ е последният коронован римски папа, при това той престава да носи папска тиара само няколко седмици след коронясването си. Неговият приемник папа Йоан Павел ІІ, въпреки правилото и срещайки значителна опозиция вътре в Римската курия, вместо коронация избира по-малко формалната папска интронизационна меса.